# Dermestes destructor
Dermestes destructor is een keversoort uit de familie spektorren (Dermestidae). De wetenschappelijke naam van de soort werd in 1832 gepubliceerd door Christofori & Jan.